# Transformatierisico
Het transformatierisico is het risico dat de discontovoet lager dan verwacht is ten tijde van de omzetting van het gespaarde kapitaal in een lijfrente.
In het beschikbare-premiesysteem wordt premie of inleg gespaard en vermeerderd met beleggingsopbrengsten na kosten. Bij pensionering zal het zo bij elkaar gespaarde kapitaal gewoonlijk worden omgezet in een lijfrente. In België is dit niet gebruikelijk, vanwege de fiscale gevolgen van de transformatie. In plaats van het transformatierisico neemt men dan het lang-leven risico: het risico dat men langer leeft dan verwacht, dan wel onvoldoende discipline heeft om de eigen uitgaven te beheersen.  In andere landen is transformatie binnen een bepaalde periode verplicht of fiscaal neutraal.
De aanbieder van de lijfrente neemt voor de berekening van de lijfrente de gemiddelde levensverwachting in aanmerking en biedt een zodanige levenslange maandelijkse betaling aan dat de contante waarde van de verwachte betalingen gelijk is aan het gespaarde kapitaal min kosten en winst. De contante waarde berekeningen gebeuren met een discontovoet die afhankelijk is van de rentestand. De rentestand fluctueert en dit heeft grote gevolgen voor de hoogte van de lijfrente. Dit is de kern van het transformatierisico. Dit risico kan worden verzacht door een ruime tijd te geven om het kapitaal om te zetten in een lijfrente dan wel transformatie niet verplicht te stellen.
In het beschikbare-uitkeringssysteem bestaat het transformatierisico ook, maar het is voor rekening van het pensioenfonds, dat ook de rol van aanbieder van de lijfrente speelt.